# Bahnstrecke Wuppertal-Oberbarmen–Opladen
| | |                                               |                                               |
| Streckennummer (DB): | 2700 |                                               |                                               |
| Kursbuchstrecke (DB): | 228a, 229a, zuletzt 411 |                                               |                                               |
| Kursbuchstrecke: | 240m (Wuppertal-Oberbarmen – Bergisch Born 1946) 228c (Wuppertal-Oberbarmen – Lennep 1946) 228n (Wuppertal-Oberbarmen – Wupperthal-Rauenthal 1946) 228a (Lennep – Opladen 1946) |                                               |                                               |
| Streckenlänge: | 41,3 km |                                               |                                               |
| Spurweite: | 1435 mm (Normalspur) |                                               |                                               |
| Streckengeschwindigkeit: | 70 km/h |                                               |                                               |
| | |                                               |                                               |
| \| \| \| Hauptstrecke von Wuppertal Hbf \| \| \| \| 0,0 \| Wuppertal-Oberbarmen \| 172 m \| \| \| \| ehem. Trasse links der Wupper \| \| \| \| \| Wupper \| \| \| \| \| Hauptstrecke nach Hagen Hbf \| \| \| \| \| nach Wuppertal-Langerfeld Gbf \| \| \| \| \| Rauenthaler Tunnel (256 / 265 m) \| \| \| \| \| bzw. Langerfelder Tunnel (239 m) \| \| \| \| 1,5 \| Wuppertal-Rauenthal \| Wuppertal-Rauenthal \| \| \| \| Wupper \| \| \| \| \| Wuppertalbahn nach RS-Lennep üb. W-Beyenburg \| \| \| \| 7,0 \| Wuppertal-Ronsdorf \| 295 m \| \| \| \| ehem. Anschluss Ronsdorf-Müngstener Eisenbahn \| \| \| \| 8,5 \| Wuppertal Großhülsberg (Awanst) \| Wuppertal Großhülsberg (Awanst) \| \| \| 9,4 \| Remscheid-Lüttringhausen Awanst \| Remscheid-Lüttringhausen Awanst \| \| \| 9,9 \| Remscheid-Lüttringhausen \| 314 m \| \| \| \| A 1 \| \| \| \| 13,0 \| Remscheid-Lennep \| 335 m \| \| \| \| nach Remscheid-Hasten \| \| \| \| \| Wuppertalbahn n. W-Rauenthal üb. W-Beyenburg \| \| \| \| 14,3 \| Klöckner Silesia (Anst) \| Klöckner Silesia (Anst) \| \| \| 14,3 \| Volksbank Remscheid (Schürmann) (Anst) \| Volksbank Remscheid (Schürmann) (Anst) \| \| \| 17,3 \| Bergisch Born (bis 1909: Born) \| 340 m \| \| \| \| Wippertalbahn nach Marienheide \| \| \| \| 21,2 \| Wermelskirchen \| 312 m \| \| \| 22,5 \| Wermelskirchen West \| Wermelskirchen West \| \| \| 24,5 \| Tente \| 270 m \| \| \| 26,1 \| Unterstraße \| Unterstraße \| \| \| 27,8 \| Hilgen \| 229 m \| \| \| 29,3 \| Burscheid Dünweg \| 213,5 m \| \| \| 31,2 \| Burscheid \| 195 m \| \| \| 31,8 \| Burscheid Rathaus \| 188 m \| \| \| 33,0 \| Pattscheid Schmitz & Schulte (Anst) \| Pattscheid Schmitz & Schulte (Anst) \| \| \| 34,0 \| Kuckenberg \| 158 m \| \| \| 35,8 \| Pattscheid \| 131 m \| \| \| 36,5 \| Pattscheid (alter Bf) \| Pattscheid (alter Bf) \| \| \| 37,4 \| Grund \| 110 m \| \| \| 38,2 \| Bergisch Neukirchen \| 97 m \| \| \| \| Hauptstrecke von Solingen-Ohligs \| \| \| \| 41,3 \| Opladen \| 61 m \| \| \| \| Hauptstrecke nach Köln-Deutz \| \| \| \| \| \| \| \| Quellen: [1][2] \| \| \| \| | |                                               |                                               |
| Strecke von rechts | | Hauptstrecke von Wuppertal Hbf                | Hauptstrecke von Wuppertal Hbf                |
| Bahnhof mit S-Bahn-Halt | 0,0 | Wuppertal-Oberbarmen                          | 172 m                                         |
| Strecke von links (außer Betrieb) · Abzweig geradeaus und ehemals nach rechts | | ehem. Trasse links der Wupper                 | ehem. Trasse links der Wupper                 |
| Strecke (außer Betrieb) · Brücke über Wasserlauf | | Wupper                                        | Wupper                                        |
| Strecke (außer Betrieb) · Abzweig geradeaus und nach links | | Hauptstrecke nach Hagen Hbf                   | Hauptstrecke nach Hagen Hbf                   |
| Strecke (außer Betrieb) · Abzweig geradeaus und nach links · Abzweig quer und ehemals von links | | nach Wuppertal-Langerfeld Gbf                 | nach Wuppertal-Langerfeld Gbf                 |
| Strecke (außer Betrieb) · Tunnel · Tunnel (Strecke außer Betrieb) | | Rauenthaler Tunnel (256 / 265 m)              | Rauenthaler Tunnel (256 / 265 m)              |
| Strecke (außer Betrieb) · Abzweig geradeaus und ehemals von links · Strecke nach rechts (außer Betrieb) | | bzw. Langerfelder Tunnel (239 m)              | bzw. Langerfelder Tunnel (239 m)              |
| Strecke (außer Betrieb) · Dienststation / Betriebs- oder Güterbahnhof | 1,5 | Wuppertal-Rauenthal                           | Wuppertal-Rauenthal                           |
| Strecke (außer Betrieb) · Brücke über Wasserlauf | | Wupper                                        | Wupper                                        |
| Strecke nach links (außer Betrieb) · Abzweig geradeaus, nach links und ehemals von rechts | | Wuppertalbahn nach RS-Lennep üb. W-Beyenburg  | Wuppertalbahn nach RS-Lennep üb. W-Beyenburg  |
| S-Bahnhof | 7,0 | Wuppertal-Ronsdorf                            | 295 m                                         |
| Strecke | | ehem. Anschluss Ronsdorf-Müngstener Eisenbahn | ehem. Anschluss Ronsdorf-Müngstener Eisenbahn |
| Blockstelle | 8,5 | Wuppertal Großhülsberg (Awanst)               | Wuppertal Großhülsberg (Awanst)               |
| Blockstelle | 9,4 | Remscheid-Lüttringhausen Awanst               | Remscheid-Lüttringhausen Awanst               |
| S-Bahn-Halt | 9,9 | Remscheid-Lüttringhausen                      | 314 m                                         |
| Strecke mit Straßenbrücke | | A 1                                           | A 1                                           |
| Bahnhof mit S-Bahn-Halt | 13,0 | Remscheid-Lennep                              | 335 m                                         |
| Abzweig ehemals geradeaus und nach rechts | | nach Remscheid-Hasten                         | nach Remscheid-Hasten                         |
| Abzweig geradeaus und nach links (Strecke außer Betrieb) | | Wuppertalbahn n. W-Rauenthal üb. W-Beyenburg  | Wuppertalbahn n. W-Rauenthal üb. W-Beyenburg  |
| Blockstelle (Strecke außer Betrieb) | 14,3 | Klöckner Silesia (Anst)                       | Klöckner Silesia (Anst)                       |
| Blockstelle (Strecke außer Betrieb) | 14,3 | Volksbank Remscheid (Schürmann) (Anst)        | Volksbank Remscheid (Schürmann) (Anst)        |
| Bahnhof (Strecke außer Betrieb) | 17,3 | Bergisch Born (bis 1909: Born)                | 340 m                                         |
| Abzweig geradeaus und nach links (Strecke außer Betrieb) | | Wippertalbahn nach Marienheide                | Wippertalbahn nach Marienheide                |
| Bahnhof (Strecke außer Betrieb) | 21,2 | Wermelskirchen                                | 312 m                                         |
| Haltepunkt / Haltestelle (Strecke außer Betrieb) | 22,5 | Wermelskirchen West                           | Wermelskirchen West                           |
| Haltepunkt / Haltestelle (Strecke außer Betrieb) | 24,5 | Tente                                         | 270 m                                         |
| Haltepunkt / Haltestelle (Strecke außer Betrieb) | 26,1 | Unterstraße                                   | Unterstraße                                   |
| Bahnhof (Strecke außer Betrieb) | 27,8 | Hilgen                                        | 229 m                                         |
| Haltepunkt / Haltestelle (Strecke außer Betrieb) | 29,3 | Burscheid Dünweg                              | 213,5 m                                       |
| Bahnhof (Strecke außer Betrieb) | 31,2 | Burscheid                                     | 195 m                                         |
| Haltepunkt / Haltestelle (Strecke außer Betrieb) | 31,8 | Burscheid Rathaus                             | 188 m                                         |
| Blockstelle (Strecke außer Betrieb) | 33,0 | Pattscheid Schmitz & Schulte (Anst)           | Pattscheid Schmitz & Schulte (Anst)           |
| Haltepunkt / Haltestelle (Strecke außer Betrieb) | 34,0 | Kuckenberg                                    | 158 m                                         |
| Bahnhof (Strecke außer Betrieb) | 35,8 | Pattscheid                                    | 131 m                                         |
| Bahnhof (Strecke außer Betrieb) | 36,5 | Pattscheid (alter Bf)                         | Pattscheid (alter Bf)                         |
| Haltepunkt / Haltestelle (Strecke außer Betrieb) | 37,4 | Grund                                         | 110 m                                         |
| Haltepunkt / Haltestelle (Strecke außer Betrieb) | 38,2 | Bergisch Neukirchen                           | 97 m                                          |
| Abzweig ehemals geradeaus und von rechts | | Hauptstrecke von Solingen-Ohligs              | Hauptstrecke von Solingen-Ohligs              |
| Bahnhof | 41,3 | Opladen                                       | 61 m                                          |
| Strecke nach links | | Hauptstrecke nach Köln-Deutz                  | Hauptstrecke nach Köln-Deutz                  |
| | |                                               |                                               |
| Quellen: | |                                               |                                               |

Die Bahnstrecke Wuppertal-Oberbarmen–Opladen ist eine teilweise stillgelegte Eisenbahnstrecke im Bergischen Land in Nordrhein-Westfalen, die von der Bergisch-Märkischen Eisenbahn-Gesellschaft gebaut wurde und von Wuppertal über Remscheid-Lennep, Bergisch Born und Wermelskirchen nach Opladen führt. Von der ursprünglichen Strecke ist heute nur noch der Abschnitt zwischen Wuppertal-Oberbarmen und Remscheid-Lennep in Betrieb. Dieser ist als Hauptbahn klassifiziert, zweigleisig ausgebaut und nicht elektrifiziert.
Das Teilstück von Remscheid-Lennep bis Opladen wurde wegen der Streckenführung durch vergleichsweise dünnbesiedeltes Gebiet und des bergigen, kurvenreichen Trassenverlaufs auch Balkanexpress genannt; der Verkehr wurde auf diesem Abschnitt 1994 eingestellt. Die Strecke verlief zwischen Lennep und Burscheid parallel zur Bundesstraße 51 und von Burscheid bis Opladen parallel zur damaligen Bundesstraße 232. Zwischen Lennep (335 Meter über NN) und Opladen (61 Meter über NN) überwand sie das Gefälle von der Höhe des Bergischen Landes ins Rheintal.

## Geschichte
Die Genehmigung für Bau und Betrieb der Strecke wurde der Bergisch-Märkischen Eisenbahn-Gesellschaft (BME) erteilt, die am 1. Januar 1882 von der Preußischen Staatsbahn übernommen wurde.
1868 eröffnete die BME zunächst eine Strecke von Barmen-Rittershausen (heute Wuppertal-Oberbarmen) an der Bahnstrecke Elberfeld–Dortmund über Lennep nach Remscheid.
Die weitere, zunächst eingleisige, Strecke von Lennep nach Wermelskirchen wurde am 15. Mai 1876 und bis Opladen am 15. Oktober 1881 im Personenverkehr eröffnet. Bereits in den zwei Wochen vor Eröffnung des Personenverkehrs nach Opladen verkehrten Güterzüge. Unterwegshalte gab es zunächst nur in Born, Wermelskirchen, Hilgen, Burscheid und ab 15. November 1881 auch in Pattscheid. Weitere Halte entstanden zwischen 1900 und 1910. Als die Bundesbahn Anfang der 1950er-Jahre die Uerdinger Schienenbusse im Personenverkehr einführte, baute sie einige zusätzliche Haltepunkte, die auch nur von diesen Schienenbussen bedient wurden.
Geplant war eine überregionale Verbindung von Wuppertal über Lennep und Opladen nach Köln. Die Strecke wurde bis zum 28. April 1910 mit einem zweiten Gleis ausgestattet. Seit dem Ausbau hatte sie durchgehend keine niveaugleichen Bahnübergänge mehr. Zur Aufnahme von Schnellzugverbindungen zwischen Lennep und Opladen bis Köln, wie von den anliegenden Kommunen und Interessengruppen wie der Handelskammer in Lennep gewünscht, kam es nie. Der angestrebte Vollbahnstatus wurde genauso wenig erreicht, so dass die Strecke zu den wenigen zweigleisigen Nebenbahnen gehörte.
Am Kriegsende war die Strecke unterbrochen, weil nach alliierten Bombenangriffen und Sprengungen der Wehrmacht zahlreiche Brücken zerstört waren (Verbrannte Erde). Der Güterverkehr wurde im August 1945 und der Personenverkehr wegen Kohlemangels erst im Oktober 1945 wieder aufgenommen. Seitdem war die Strecke nicht mehr durchgängig zweigleisig und wurde ab 1958 zwischen Bergisch Born und Opladen insgesamt eingleisig zurückgebaut, allerdings zur Erhöhung der Streckenkapazität in eine Hauptbahn umgewandelt: Die Streckenhöchstgeschwindigkeit wurde von 50 km/h auf 80 km/h angehoben.
Zwischen Wermelskirchen und Hilgen stellte die Deutsche Bundesbahn im Mai 1983 den Personenverkehr ein. 1991 wurde der Abschnitt zwischen Opladen und Hilgen nach sturmbedingtem Ausfall der Streckenfernsprechverbindung stillgelegt. 1997 folgte der Abschnitt Lennep – Wermelskirchen.
Seit 2021 wird über eine Reaktivierung diskutiert, im Jahr 2023 fand eine Ausschreibung für eine Machbarkeitsstudie für eine Reaktivierung nach dem Karlsruher Modell statt. Für das Frühjahr 2026 soll erneut eine „tiefgreifende Machbarkeitsstudie“ für einen „schnellen Schienenpersonennahverkehr zwischen dem Bergischen und Köln“ in  Auftrag gegeben werden, wie Politiker aus Remscheid und Wermelskirchen im Juli 2025 mitteilten.

## Nutzung als Fuß- und Radweg

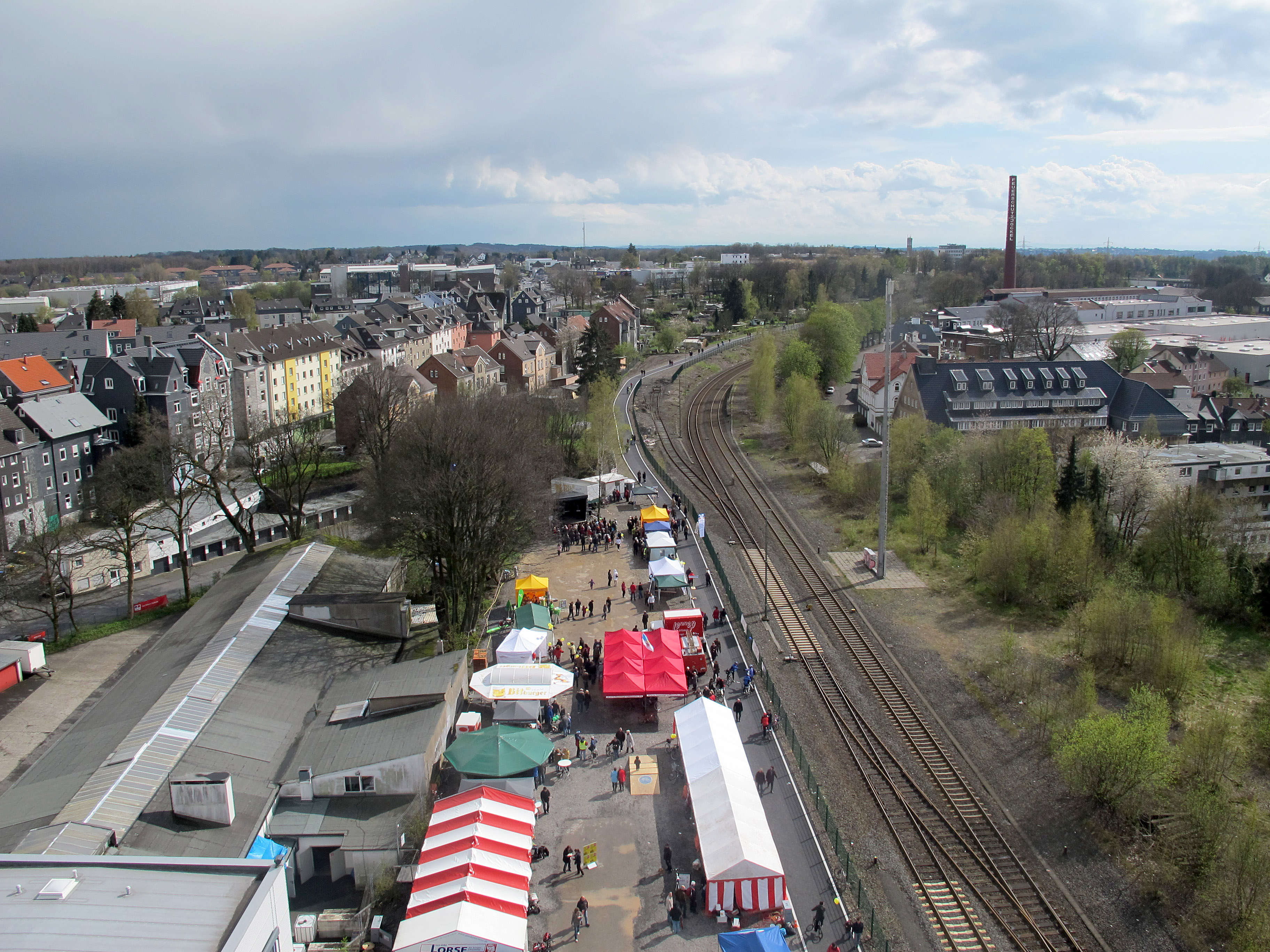
Beginn des Fuß- und Radwegs in Lennep, zwischen den Gleisen und den Zelten; Blickrichtung Wermelskirchen

Die Trasse wurde seit 2010 mit Mitteln aus dem Förderprogramm Alleen-Radwegeprogramm des Landes Nordrhein-Westfalen und Eigenanteilen der Städte Remscheid, Wermelskirchen und Burscheid zum „Panorama-Radweg Balkantrasse“, einem kombinierten Fuß- und Radweg, umgebaut. Er hat eine Länge von 29,3 Kilometer, davon verlaufen 22,8 Kilometer auf der Bahntrasse. In Wermelskirchen werden Fußgänger und Radfahrer über innerörtliche Straßen geleitet, weil seit 2005 die Bundesstraße 51 die Trasse nutzt, in Burscheid muss an der ehemaligen Unterführung unter der Jahnstraße, die zugeschüttet wurde, ausgewichen werden. In Hilgen wird noch eine Brücke umfahren, die aber nach Abriss und Neubau in die Wegeführung einbezogen werden soll. Der Abschnitt von Remscheid-Lennep bis Burscheid-Kuckenberg wurde am 22. April 2012 eröffnet, das Stück von Kuckenberg bis Opladen folgte am 29. Mai 2014.
Zur Mit-Finanzierung des letzten Abschnitts und der zukünftigen Unterhaltung wurde der Verein der Freunde und Förderer der Balkantrasse Leverkusen e. V. gegründet, da sich die Stadt Leverkusen nicht imstande sah, den vom Land geforderten Eigenanteil aufzubringen.

## Bedeutung
Die Bahnstrecke hatte in den beiden Weltkriegen und bis in die Zeit des Kalten Krieges strategische Bedeutung als Umgehung der Strecke von Hagen über Wuppertal nach Köln. Die im Bahnhof Burscheid bestehenden Kopframpen wurden für die Verladung von Militärtransporten benutzt, nach dem Zweiten Weltkrieg auch für den Abtransport der Fahrzeuge der Alliierten.
Nach ihrem zweigleisigen Ausbau ohne niveaugleiche Bahnübergänge war sie eine ideale Teststrecke für die in der seit 1903 in Opladen bestehenden Hauptwerkstätte der Preußischen Staatsbahn, dem späteren Bundesbahn-Ausbesserungswerk unterhaltenen Lokomotiven und Triebwagen. In den 1970er-Jahren war wegen der Wartung der E-Loks im Werk Opladen sogar eine Elektrifizierung der Strecke und ihre Einbeziehung in ein S-Bahn-Netz Köln/Wuppertal/Düsseldorf im Gespräch. Das Zentralstellwerk in Opladen war für diesen Fall gerüstet, die Umsetzung unterblieb jedoch.
Die Eisenbahnfreunde Remscheid schreiben zur Bedeutung der Strecke seit dem 1897 vollendeten Bau der Müngstener Brücke an der Bahnstrecke Solingen–Remscheid: „In den folgenden Jahrzehnten lief die neue Verbindung von Remscheid über Solingen nach Köln dem ‚Balkan-Express‘ den Rang ab. Auch die neuen, einfach angelegten Haltepunkte (…) konnten diese Tendenz nicht aufhalten.“

## Betrieb
In den ersten Jahren verkehrten vier Zugpaare pro Tag, in Born musste nach Wermelskirchen umgestiegen werden. Auch nach Aufnahme des durchgehenden Verkehrs von Remscheid nach Opladen am 15. Oktober 1881 blieb es bei vier Zugpaaren, das letzte verkehrte am Abend bis nach Deutz und zurück. Die Fahrtzeit für die 28 Kilometer von Lennep nach Opladen betrug im Durchschnitt 76 Minuten. Einige Züge verkehrten als gemischte Züge mit Personen- und Güterbeförderung und benötigten wegen der Ladezeiten noch wesentlich länger.
Wegen der Steigung zwischen Opladen und Burscheid mussten vor allem Güterzüge nicht selten in Doppel- oder sogar Dreifachtraktion befördert werden oder wurden von einer zusätzlichen Lokomotive nachgeschoben.
1893 fuhren bereits neun Zugpaare, 1907 16 mit zusätzlichen Zügen an Sonntagen. Die Fahrtzeit betrug jetzt zwischen 45 und 68 Minuten. Es waren lokbespannte Wagenzüge. Ab 1909 setzte die Bahn zwischen Lennep und Wermelskirchen die ersten Akkumulatortriebwagen ein. 1914 wurden 54 Personenzugfahrten und 23 Güterzugleistungen pro Tag gezählt, einige davon jedoch nur als kurze Übergabefahrten oder nur an bestimmten Tagen. Mehrere Züge begannen in Remscheid, die meisten jedoch in Lennep.
Der Erste Weltkrieg und die Weltwirtschaftskrise des Jahres 1929 brachten einen Rückgang des Verkehrs. 1939 zählte man 17 Personenzugpaare. Nach einer mehrmonatigen kriegsbedingten Unterbrechung 1945 wurde der Betrieb unter Schwierigkeiten wieder aufgenommen. 1949 verkehrten 11 Reisezugpaare.
Eine Neuerung brachte der Einsatz der Uerdinger Schienenbusse ab 1952 mit der Eröffnung weiterer Haltepunkte. Wagenzüge verkehrten ab dann nur noch bei täglich einem bis drei Zugpaaren. Beförderungsschwerpunkte waren die Morgen-, Mittags- und Abendstunden mit ihrem Schüler- und Berufsverkehr. Es verkehrten 1955 täglich 36 Züge. Die Schienenbusse benötigten 1962 von Opladen nach Lennep 52 bis 57 Minuten, in Gegenrichtung 41 bis 46 Minuten.
Bereits seit den 1930er-Jahren bestehen schienenparallele konkurrierende Autobuslinien von Radevormwald und Remscheid über Wermelskirchen und Burscheid nach Opladen und sogar direkt nach Köln, an deren Betrieb sich teilweise sogar die Bahn selbst beteiligte. Durchgehende Züge nach Köln gab es nur sporadisch.
Den Niedergang der Strecke konnte man besonders in den 1970er-Jahren sehen: Samstags fuhr eine Lokomotive der Baureihe 211 oder 212 mit nur einem n-Wagen im Personenverkehr. Ab 1984 übernahmen Akkumulatortriebwagen der Baureihe 515 den Personenverkehr auf dem verbliebenen Abschnitt von Opladen nach Hilgen im Nebenbahnbetrieb.
Der noch in Betrieb befindliche Abschnitt wird von der S-Bahn-Linie S 7 („Der Müngstener“) sowie dem Regional-Express RE 47 (Düssel-Wupper-Express) befahren.

## Betriebsstellen
Bahnhof Remscheid-Lennep

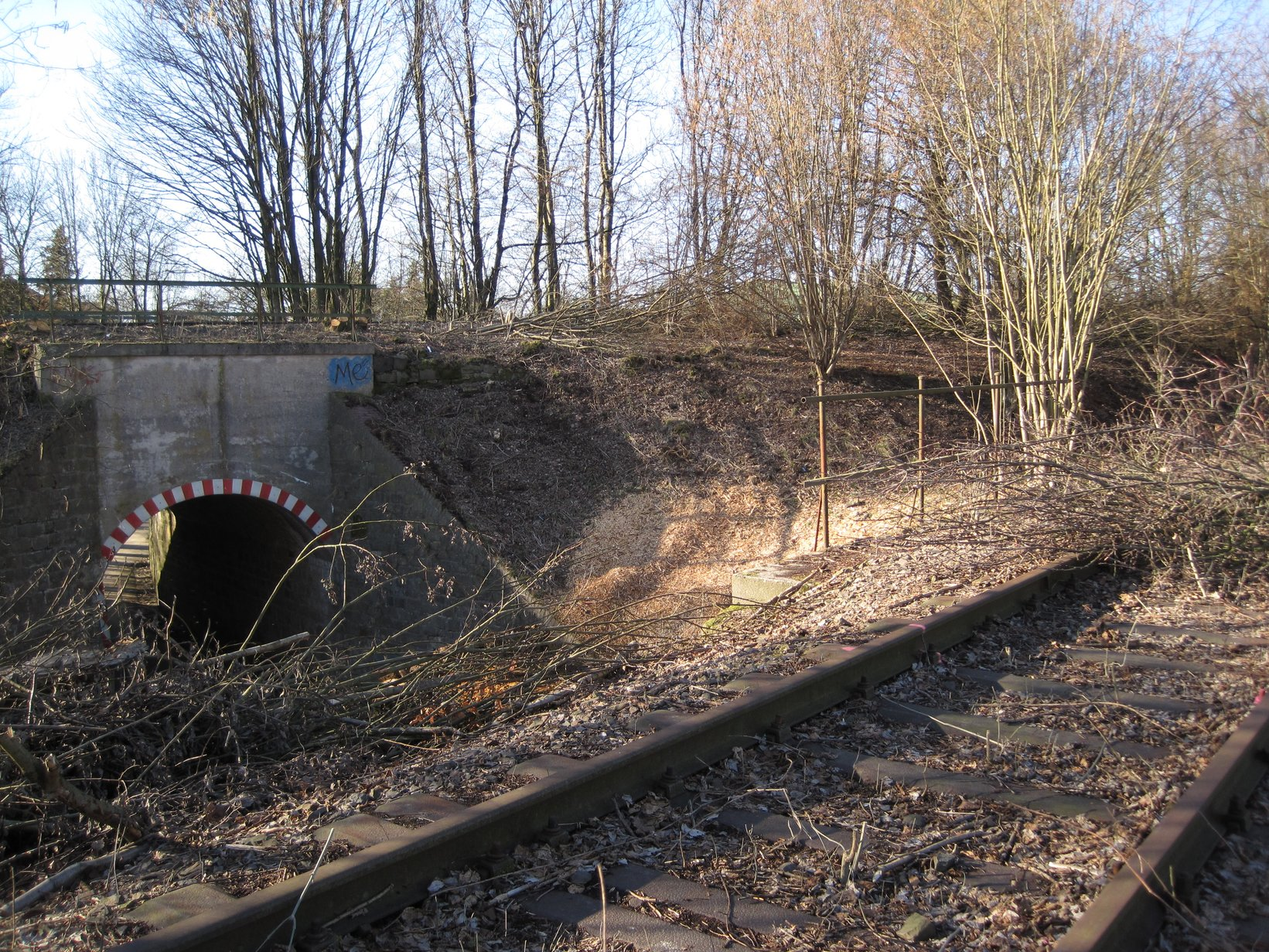
Strecke von Wermelskirchen nach Born (oben), Wippertalbahn (rechts), 2011 (2012 umgebaut zum Fuß- und Radweg)

Der Bahnhof Lennep (ab 1952 Remscheid-Lennep) war am 1. September 1868 an der Strecke von Rittershausen nach Remscheid eingeweiht worden. Die Züge Richtung Hückeswagen und Wermelskirchen (ab 15. Mai 1876) benutzten die Kopfbahnsteige 36–38 mit dazugehöriger Drehscheibe.
Bahnhof Bergisch Born
Der Bahnhof, bis 1909 Born genannt, hatte als Abzweig der Wippertalbahn betriebliche Bedeutung. Hier stiegen Fahrgäste von und nach Hückeswagen (später Wipperfürth – Marienheide) bzw. Wermelskirchen – Opladen um. Das Verkehrsaufkommen war von der Bahnverwaltung zunächst unterschätzt worden, so dass von 1881 bis 1910 ständige Erweiterungen von Gebäuden und Gleisplan nötig wurden.
Fahrkartenausgabe und Güterabfertigung wurden 1968 geschlossen, das leere Empfangsgebäude 1971 abgerissen.
Bahnhof Wermelskirchen
Auch der Bahnhof Wermelskirchen war zunächst unterdimensioniert errichtet worden. Das erste Empfangsgebäude war provisorisch und hatte vorher bereits als Bahnhof in Kettwig gedient. Bereits 1886 wurde ein zweigeschossiges Empfangsgebäude neu errichtet. Weitere Gleise wurden bald gebaut, Bahnsteige neu angelegt und verlängert, und mit der Zweispurigkeit kam 1910 die Unterführung und die Überdachung des Zwischenbahnsteigs.
Vor dem Bahnhof war von der Eröffnung 1890 bis zur Stilllegung 1930 eine Haltestelle der meterspurigen Wermelskirchener-Burger Eisenbahn.
Das Empfangsgebäude steht noch und ist in gewerblicher Nutzung. Das Bahnhofsgelände befindet sich heute im Eigentum der Stadt. Ein Teil des Geländes ist 2012 dem Neubau eines Lebensmitteldiscounters gewichen, dazu wurde der Güterschuppen abgerissen.
Haltepunkt Tente
Nach mehreren Anträgen der Bürger von Tente und Umgebung wurde am 1. Juli 1900 der Personenhaltepunkt Wermelskirchen-Tente in Betrieb genommen. Die Eisenbahndirektion Elberfeld hatte die Stadt Wermelskirchen verpflichtet, das Gelände für die Haltestelle unentgeltlich bereitzustellen und die Anlagekosten zu übernehmen. Im Dezember 1910 wurde eine Unterführung sowie ein Gebäude mit Warteraum, Fahrkartenverkauf und Gepäckabfertigung gebaut, nachdem bis dahin die Fahrkarten in einem Privathaus verkauft wurden. Das Bahnhofsgebäude wurde gegen Ende der 1920er-Jahre erneuert. Die gewünschte Güterabfertigung wurde jedoch nie eingerichtet.
Im Sommer 1969 diente die Bahnstation als Kulisse in dem Film Wenn süß das Mondlicht auf den Hügeln schläft.
Bahnhof Hilgen 
Auch der kleine Bahnhof Hilgen begann als Provisorium und wurde 1910 mit zweistöckigem Empfangsgebäude, überdachtem Zwischenbahnsteig und Unterführung ausgestattet. Bis 1975 bestand ein Anschlussgleis zur Hilgener Dampfziegelei. Von 1983 bis 1991 war Hilgen der End- und Wendepunkt für die 515er Triebwagen aus Opladen. Nach 1985 wurde der Mittelbahnsteig entfernt, 1988 die Stückgutverladung eingestellt. Heute wird der Güterschuppen unter anderem von einem Getränkemarkt benutzt, auf der Straßenseite der Rampe finden in regelmäßigen Abständen Oldtimer-Treffen statt. Am Bahnhof selbst existiert noch die Beschilderung der Bahnhofsgaststätte, das Gebäude wird weitgehend privat genutzt.
Bahnhof Burscheid
Der Bahnhof lag mit Rücksicht auf die Bedienung von zwei Ziegeleien und eventuelle weitere Industrieansiedlungen (ab 1943 Goetzewerke) etwas östlich vom eigentlichen Stadtzentrum von Burscheid, das seit 1856 Stadtrechte besaß. Im Zuge des zweigleisigen Streckenausbaus wurde das Empfangsgebäude 1909/10 umgestaltet und erweitert, ein Mittelbahnsteig mit Unterführung und zwei Stellwerke wurden errichtet. Die Ladestraße wurde 1936 verlängert und erhielt eine zweite Kopframpe. Mit dem allmählichen Bedeutungsverlust und der Einstellung des durchgehenden Zugverkehrs ab 1978 wurde der Spurplan schrittweise vereinfacht, Stellwerke und Bahnsteigüberdachung zurückgebaut und die Schalter für Fahrkarten, Expressgut und Gepäck geschlossen. Das Empfangsgebäude auf dem zeitweise mit Müll übersäten Gelände wurde im Oktober 2010 abgerissen, nachdem Vorschläge der Lokalpolitik zur Umnutzung abgelehnt wurden. Auf dem Gelände ist nach einem Wettbewerb ein Jugendzentrum entstanden, das nun neben einer Gastronomie liegt.
Haltepunkt Kuckenberg
In Kuckenberg gab es auf Betreiben der Bürgerschaft einen Haltepunkt seit dem 1. Juli 1900. Die Bahn verpflichtete hierzu die Stadt Burscheid zur kostenfreien Bereitstellung von Grund und Boden, Übernahme der Anlagekosten und den Betrieb des Haltepunktes. Die Stadt erteilte einer Gastwirtschaft in der Nähe die Konzession und beauftragte sie mit dem Fahrkartenverkauf. Kuckenberg war ein beliebter Haltepunkt, auch als Ausgangspunkt für Wanderungen. 1909 wurden hier 45.900 Fahrkarten verkauft. Die Bahn entließ daher 1910 die Stadt Burscheid aus ihren Verpflichtungen und errichtete im Zuge des zweigleisigen Ausbaus ein neues Wartehaus und eine Bahnsteigunterführung, lehnte jedoch die Einrichtung einer Gepäck- und Stückgutabfertigung ab.
Bahnhof Pattscheid

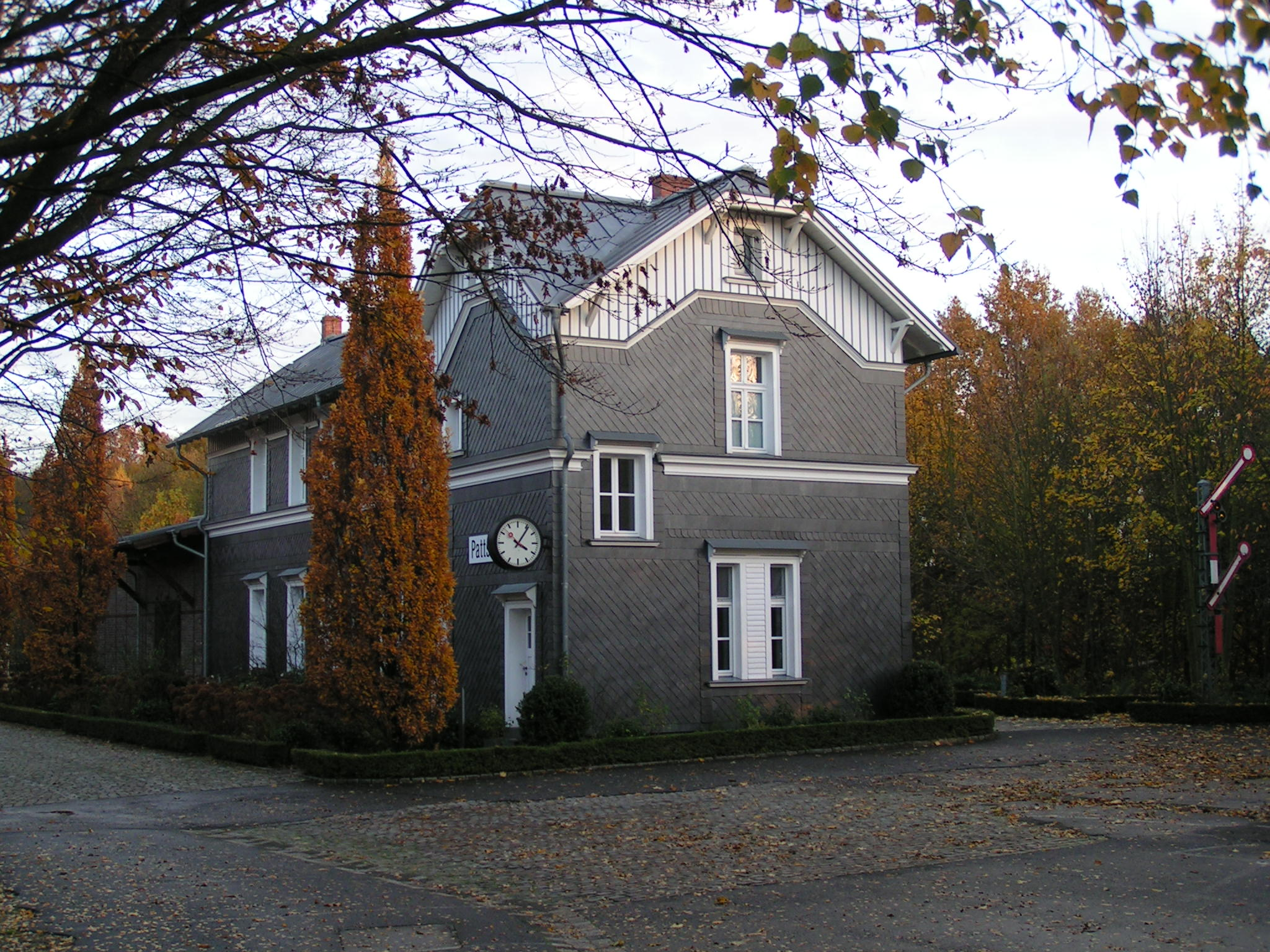
Empfangsgebäude des ehemaligen Bahnhofs Pattscheid

Am 15. November 1881 wurde in der Nähe der Ortschaft Oberölbach ein erster Haltepunkt Pattscheid für den Personenverkehr in Betrieb genommen. 1897 wurde dieser 800 Meter weiter nach Osten verlegt, weil durch die Verkehrszunahme eine weitere Kreuzungsstelle für einander begegnende Züge notwendig wurde und dies an der alten Stelle aus topographischen Gründen nicht möglich war. Der neue Bahnhof, jetzt mit Güterbahnhof, hatte die Besonderheit, dass die beiden durchgehenden Hauptgleise mit fünf Metern Höhenunterschied zueinander angeordnet und durch einen Fußgängertunnel verbunden waren. Das obere Gleis war nur durch eine Steigungsstrecke zu erreichen, was bei schweren Zügen nicht unproblematisch war. Nach dem eingleisigen Rückbau der Strecke 1958 wurde es in ein Stumpfgleis umgewandelt, das nur aus Richtung Burscheid angefahren werden konnte. Es diente noch bis 1966 als Ladegleis für ortsansässige Unternehmen.
Von 1910 bis Mitte der 1930er-Jahre bestand eine Drahtseilbahn vom Bahnhof Pattscheid nach Roderbirken, über den die dortige Nervenheilanstalt mit Baumaterial, Kohle und Lebensmitteln versorgt wurde.
Haltepunkt Bergisch Neukirchen
Dieser Haltepunkt wurde am 10. Oktober 1903 eröffnet. Der Grund dafür waren Beschwerden wegen der Lage des Bahnhofs Pattscheid durch die Anwohner. Der Ort hieß vorher Neukirchen, wurde erst mit dem Bau des Haltepunktes in Bergisch Neukirchen umbenannt und ist heute ein Stadtteil von Leverkusen. Am Haltepunkt hielten alle Personenzüge der Strecke. Als das zweite Gleis in Betrieb genommen wurde, erhielt der Haltepunkt Bergisch Neukirchen einen zweiten Bahnsteig mit Unterführung. Der zweite Bahnsteig ist noch heute vorhanden, die Unterführung aber nicht mehr.
Etwa einen Kilometer hinter Bergisch Neukirchen in Richtung Opladen zweigte seit 1883 ein zweigleisiger Werksanschluss von 347 Metern Länge südlich Richtung Neucronenberg im Wiembachtal zur Schraubenfabrik J. I. Tillmanns & Söhne ab. Wegen des Höhenunterschieds erfolgte der Gütertransport auf dem letzten Stück per Seilbahn. Sogar an den Bau eines Hebewerkes für Eisenbahnwaggons war gedacht. Als am 9. April 1914 die Kleinbahn Opladen–Lützenkirchen eröffnet wurde, war die Fabrik über ein Anschlussgleis aus dieser Richtung günstiger zu erreichen, und der Anschluss aus Richtung Bergisch Neukirchen wurde mit dem 11. April 1914 aufgegeben.
Bahnhof Opladen

Empfangsgebäude in Opladen (1867–1965)

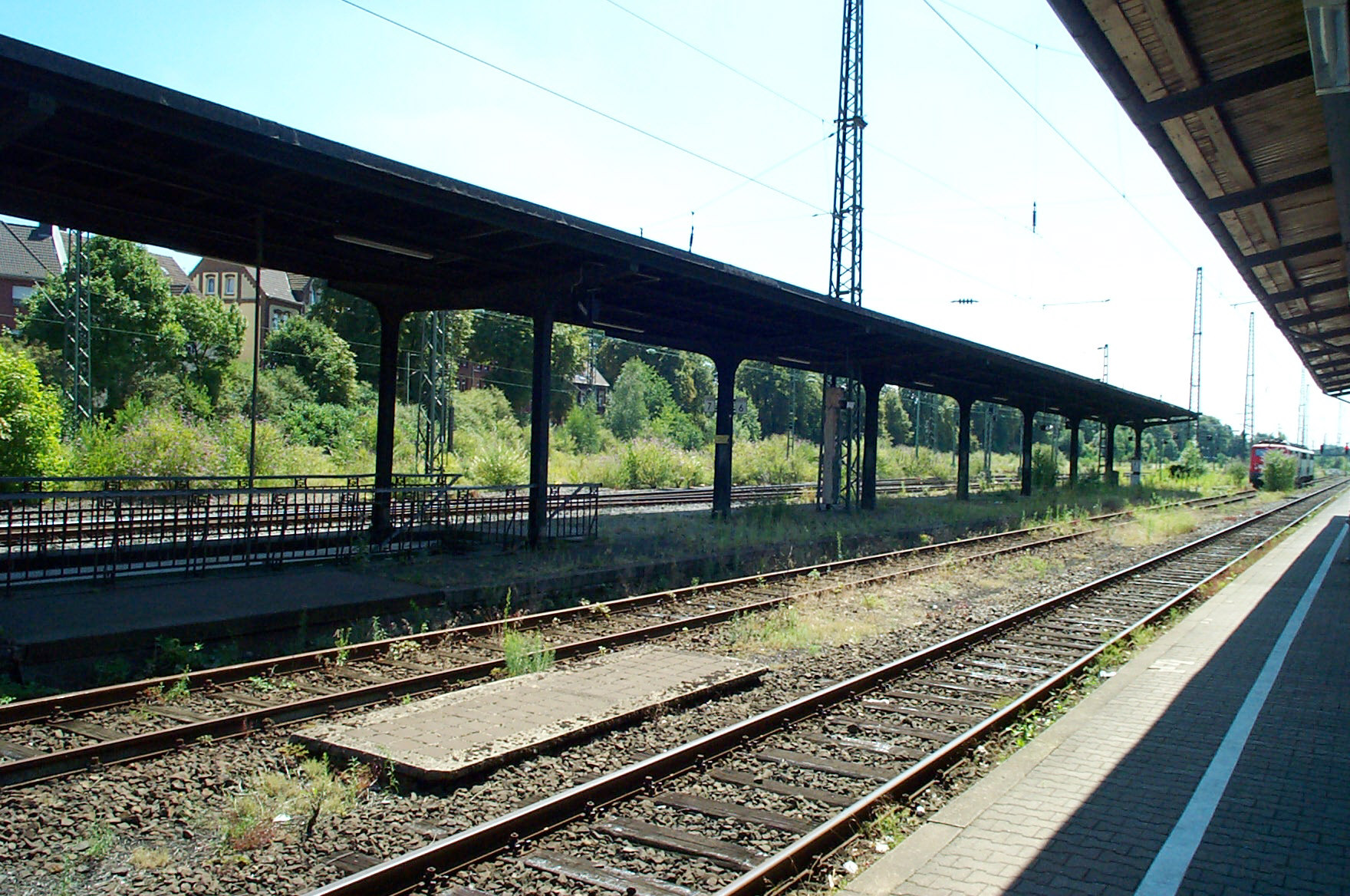
Gleis 6/7: Ende der Strecke in Opladen (2003)

Im Bahnhof Opladen wurden Anschlüsse nach Köln Hauptbahnhof, Solingen-Ohligs und Düsseldorf Hauptbahnhof erreicht. Die Personenzüge aus Richtung Lennep liefen auf Gleis I ö (= östlich) oder Gleis XXIII ö, das an einer Drehscheibe endete, ein und mussten dafür die Bahnstrecke Gruiten–Köln-Deutz kreuzen.
Seit dem Bahnhofsumbau 1909/10 stand für die Strecke der neu gebaute Bahnsteig III mit den Gleisen 6 und 7 zur Verfügung. Mittlerweile ist die Bahnsteigüberdachung abgerissen worden.
Im Zweiten Weltkrieg wurde der Bahnhof durch alliierte Bombardements schwer verwüstet. Nur das Empfangsgebäude wurde nicht getroffen, aber 1968 durch ein neues ersetzt.
Zusätzliche Haltepunkte nach dem Zweiten Weltkrieg
Zwischen Wermelskirchen und Opladen wurden ab 1952 weitere Bedarfshalte eingerichtet, zunächst nur für Schienenbusse:
- Wermelskirchen West am Neubaugebiet Drosselweg, eröffnet am 1. Juni 1958
- Unterstraße, im Mai 1952 eröffnet
- Burscheid Dünweg, im Mai 1952 nahe dem Ortsteil Kotten eröffnet, wichtig vor allem für den Schülerverkehr
- Burscheid Rathaus, im Mai 1952 eröffnet und wegen seiner Nähe zum Stadtzentrum zeitweise sehr beliebt
- Grund, am 23. Mai 1954 eröffnet zur Bedienung der Bewohner von Grund, Atzlenbach und Hüscheid.

## Fahrzeugeinsatz
Der Einsatz erfolgte in der Regel vom Bahnbetriebswerk Remscheid-Lennep aus.
| Lokomotiven - G 3 (1881 bis ca. 1920 im Güterverkehr) - T 7 (1881 bis ca. 1920 vor Reisezügen) - Preußische T 9 / Baureihe 91 (ca. 1900 bis ca. 1920 vor Reisezügen) - Preußische T 12 / Baureihe 74 (ca. 1920 bis ca. 1955 vor Reisezügen) - Preußische T 18 / Baureihe 78 (bis ca. 1952 vor Reisezügen) - Preußische T 14.1 / Baureihe 93.5 (vor Reise- und Güterzügen) - Preußische P 8 / Baureihe 38 (vor Reisezügen, Bw Opladen) - Baureihe 86 (vor Reisezügen) - G 5.4 (im Güterverkehr, Bw Opladen) - G 7.2 (im Güterverkehr, Bw Opladen) - Preußische G 8 / Baureihe 55.16 (im Güterverkehr, auch vor Reisezügen, Bw Opladen) - Preußische G 10 / Baureihe 57 (im Güterverkehr, auch vor Reisezügen, Bw Opladen) - Baureihe 50 (bis ca. 1962 vor Güter- und Reisezügen, Bw Opladen) - Baureihe V 60 (ab 1968: 260/261) (ab ca. 1960 im Güterverkehr) - Baureihe V 90 (ab 1968: 290) (ab ca. 1960 im Güterverkehr) - Baureihe V 100 (ab 1968: 211/212) (ab ca. 1960 vor Güter- und Reisezügen) - Köf III (ab 1968: 332/333) (Übergaben) | Triebwagen - Preußischer A2 (Wittfeld-Akkumulatortriebwagen) (1909–1926) - DB-Baureihe VT 95 (Uerdinger Schienenbus, ab 1968: 795) (1952–1978) - DB-Baureihe VT 98 (Uerdinger Schienenbus, ab 1968: 798) (1952–1980) - DB-Baureihe ETA 150 (ab 1968: 515) (1983–1991) Wagen - Umbauwagen - Schienenbus-Beiwagen VB 192 und VB 98 (ab 1968: 995 und 998) - n-Wagen |